# Клетище (Житомирская область)
Клети́ще (укр. Клітище) — село на Украине, основано в 1633 году, находится в Черняховском районе Житомирской области.
Код КОАТУУ — 1825684801. Население по переписи 2001 года составляет 319 человек. Почтовый индекс — 12332. Телефонный код — 4134. Занимает площадь 1,859 км².

## Адрес местного совета
12332, Житомирская область, Черняховский р-н, с.Клетище, ул.Ленина, 35